# رحلة الخطوط الجوية فيتنام رقم 706
رحلة الخطوط الجوية فيتنام رقم 706 كانت رحلة طائرة بوينغ 727 تحطمت في 15 سبتمبر 1974 بعد قيام ثلاثة خاطفين بتفجير قنابل يدوية أثناء اقتراب الطائرة من قاعدة فان رانغ الجوية في جنوب فيتنام للهبوط الاضطراري. أسفر الحادث عن مقتل جميع 67 راكبًا و8 من أفراد الطاقم على متن الطائرة.

## الاختطاف والتحطم
ليك دوك تان، حارس في الجيش الفيتنامي الجنوبي، خُفضت رتبته مؤخراً من نقيب إلى ملازم بسبب سرقته لسيارتين في دا نانغ، وتمكن بمهارة من تجاوز نقاط التفتيش الأمنية.[بحاجة لمصدر]بعد إقلاع الطائرة من مطار دا نانغ الدولي (DAD/VVDN) في فيتنام الجنوبية في رحلة مجدولة إلى مطار تان سون نهات الدولي في سايغون (SGN/VVTS)، اختطف تان واثنان من شركائه الرحلة حاملين قنبلتين يدويتين.طالب الخاطفون بتوجيه الطائرة إلى هانوي في فيتنام الشمالية. وأخبرهم الطيار بضرورة الهبوط لتزويد الوقود في قاعدة بان رانغ الجوية.
قبل وقت قصير من انفجار الطائرة، أبلغ الطيار عبر الراديو أن الخاطف يسحب دبوسي القنبلتين. تجاوزت الطائرة مسار الهبوط وبدأت في الانعطاف نحو اليسار، وخلال هذه المناورة فقدت السيطرة عليها. وبعد ذلك بقليل، سقطت الطائرة من ارتفاع حوالي 300 متر (1000 قدم)، مما أسفر عن مقتل جميع الـ75 شخصًا على متنها.